# La Réalité en face
Pour les articles homonymes, voir True Story.
 (août 2023).
Le contenu est difficilement compréhensible vu les erreurs de traduction, qui sont peut-être dues à l'utilisation d'un logiciel de traduction automatique.
La Réalité en face (True Story) est une mini-série dramatique américaine créée par Eric Newman. Elle est diffusée à l'international le 24 novembre 2021 sur Netflix et se compose de sept épisodes.

## Synopsis
Une étape de tournée à Philadelphie devient une question de vie ou de mort pour l'un des comédiens les plus célèbres au monde.

## Distribution
- Kevin Hart (VF : Jean-Baptiste Anoumon) : Kid, comédien en pleine ascension
- Wesley Snipes (VF : Thierry Desroses) : Carlton, le frère aîné de Kid
- Tawny Newsome (VF : Audrey Sourdive) : Billie[3]
- Paul Adelstein (VF : Boris Rehlinger) : Todd
- Will Catlett (VF : Eilias Changuel) : Herschel
- Chris Diamantopoulos (VF : Fabien Jacquelin) : Savvas
- Billy Zane (VF : Guillaume Orsat) : Ari
- Lauren London (VF : Déborah Claude) : Monyca
- Ash Santos (VF : Ninon Moreau) : Daphne
- John Ales (VF : Éric Marchal) : Nikos
- Theo Rossi (VF : Benjamin Penamaria) : Gene, un fan de Kid[4]

### Invités
- Chris Hemsworth (VF : Adrien Antoine) : lui-même
- Ellen DeGeneres (VF : Sophie Arthuys) : elle-même

 Source et légende : version française (VF) sur RS Doublage

## Épisodes
1. Chapitre 1 : Le roi de la comédie (Chapter 1: The King of Comedy)
2. Chapitre 2 : Grexit (Chapter 2: Greek Takeout)
3. Chapitre 3 : Victoire (Chapter 3: Victory Lap)
4. Chapitre 4 : We should be together too (Chapter 4: We Should Be Together Too)
5. Chapitre 5 : Rancœurs (Chapter 5: Hard Feelings)
6. Chapitre 6 : La famille avant tout (Chapter 6: The Things You Do for Family)
7. Chapitre 7 : Tel Caïn avec Abel (Chapter 7: ...Like Cain did Abel)

## Production

### Développement
Le 9 décembre 2020, il est annoncé que Kevin Hart et Wesley Snipes joueront dans la série limitée True Story. La série est créée et produite par Eric Newman. Il s'agit du premier drame télévisé de Hart, qui est également producteur exécutif, avec le show runner Charles Murray, le réalisateur Stephen Williams et Dave Becky,. Hartbeat Productions et Grand Electric produisent la série. Caroline Currier, Mike Stein et Tiffany Brown sont coproducteurs.

### Attribution des rôles
Parallèlement à l'annonce de la série, Hart et Snipes sont choisis. En février 2021, Tawny Newsome, Paul Adelstein, Will Catlett, Chris Diamantopoulos, Billy Zane, Lauren London, Ash Santos et John Ales sont choisis. Theo Rossi est choisi un mois plus tard.

### Tournage
Le tournage commence fin janvier 2021.

## Réception
Le site Web d'agrégateur d'avis Rotten Tomatoes rapporte un taux d'approbation de 57 % avec une note moyenne de 5,9/10, basée sur 20 critiques. Le consensus des critiques du site Web se lit comme suit : « Kevin Hart et Wesley Snipes forment un duo convaincant, mais True Story étouffe leur chimie avec une intrigue traînante et immémorable. ». Metacritic attribue à la série une note moyenne pondérée de 54 sur 100, basée sur 11 critiques, indiquant « des critiques mitigées ou moyennes ».